# Улица Акменю (Рига)
Улица А́кменю (латыш. Akmeņu iela — «Каменная») — улица в Земгальском предместье города Риги, в историческом районе Торнякалнс. Ведёт от берега Даугавы (улица Мукусалас) в юго-западном направлении, пересекается с улицами Валгума и Елгавас и заканчивается тупиком на территории станции Торнякалнс.

## История

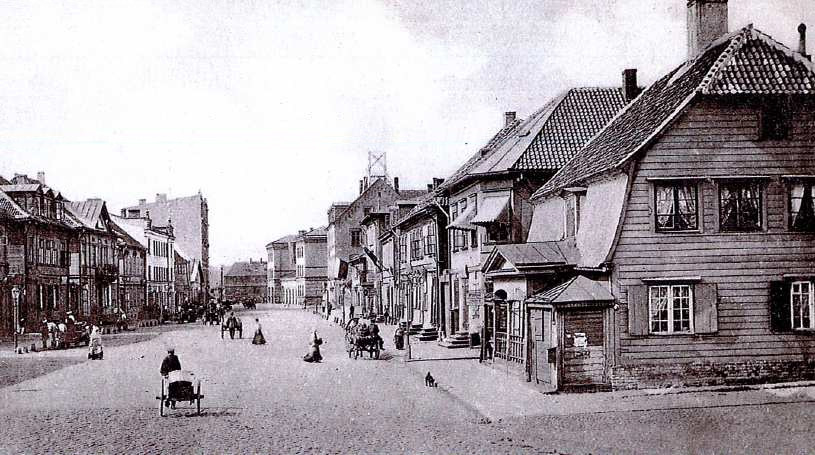
Улица Акменю в начале XX века

Улица Акменю возникла в начале XVIII века как дорога, ведущая на левобережье Даугавы с Наплавного моста (построен в 1714 году). В первое время своего существования она именовалась также Большой или Главной улицей; утвердившееся же название Каменная, как предполагается, связано с тем, что это была первая мощёная улица на левом берегу. В дальнейшем переименований улицы не было.
В 1809 году на улице Акменю была открыта первая аптека в Пардаугаве.
В 1868 году открылось движение по железнодорожной линии Рига—Митава, при этом её конечная станция находилась на нынешней улице Акменю (позднее объединена со станцией Торнякалнс). Здание пассажирского вокзала, впоследствии ставшее конторой товарной станции, частично сохранилось до наших дней (дом № 19). Для путников на улице Акменю были устроены постоялые дворы, трактиры, лавки.
До середины XIX века по улице Акменю можно было попасть на Митавский большак (ныне Виенибас гатве), проложенный в 1764 году. Также в результате расширения товарной станции оказалось утрачено соединение с Большой Альтонской улицей (ныне улица Ояра Вациеша).

## Транспорт
Общая длина улицы Акменю составляет 451 метр. На всём протяжении асфальтирована, движение двустороннее. Тупиковая часть улицы имеет значительно меньшее транспортное значение и мало благоустроена.
На участке от ул. Валгума до ул. Елгавас по улице Акменю проходят отдельные рейсы троллейбусных маршрутов 9, 12 и 25, следующие во 2-й троллейбусный парк на улице Елгавас или из него. Нынешняя остановка «Nacionālā bibliotēka» на улице Мукусалас до 1 ноября 2013 года называлась «Akmeņu iela».

## Примечательные объекты
- К нечётной стороне улицы, в её начале, прилегает здание Латвийской Национальной библиотеки.
- Дом № 13 — бывший доходный дом Эдуарда Ленерта (1897).
- Дом № 15 — бывший доходный дом Йозефа Сесковича с магазинами (1913, архитектор Николай Герцберг).
- Дом № 17 — пожарное депо (1886, архитектор Р. Г. Шмелинг).
- Дом № 18 — деревянный доходный дом (1874, архитектор Виктор де Граббе; реставрирован в 2013—2014).
- Дом № 19 — уцелевшая средняя часть бывшего вокзала Митавской железной дороги (1868), перестроенная в жилой дом.
- Дом № 20 — бывший доходный дом с аптекой (1890-е годы).

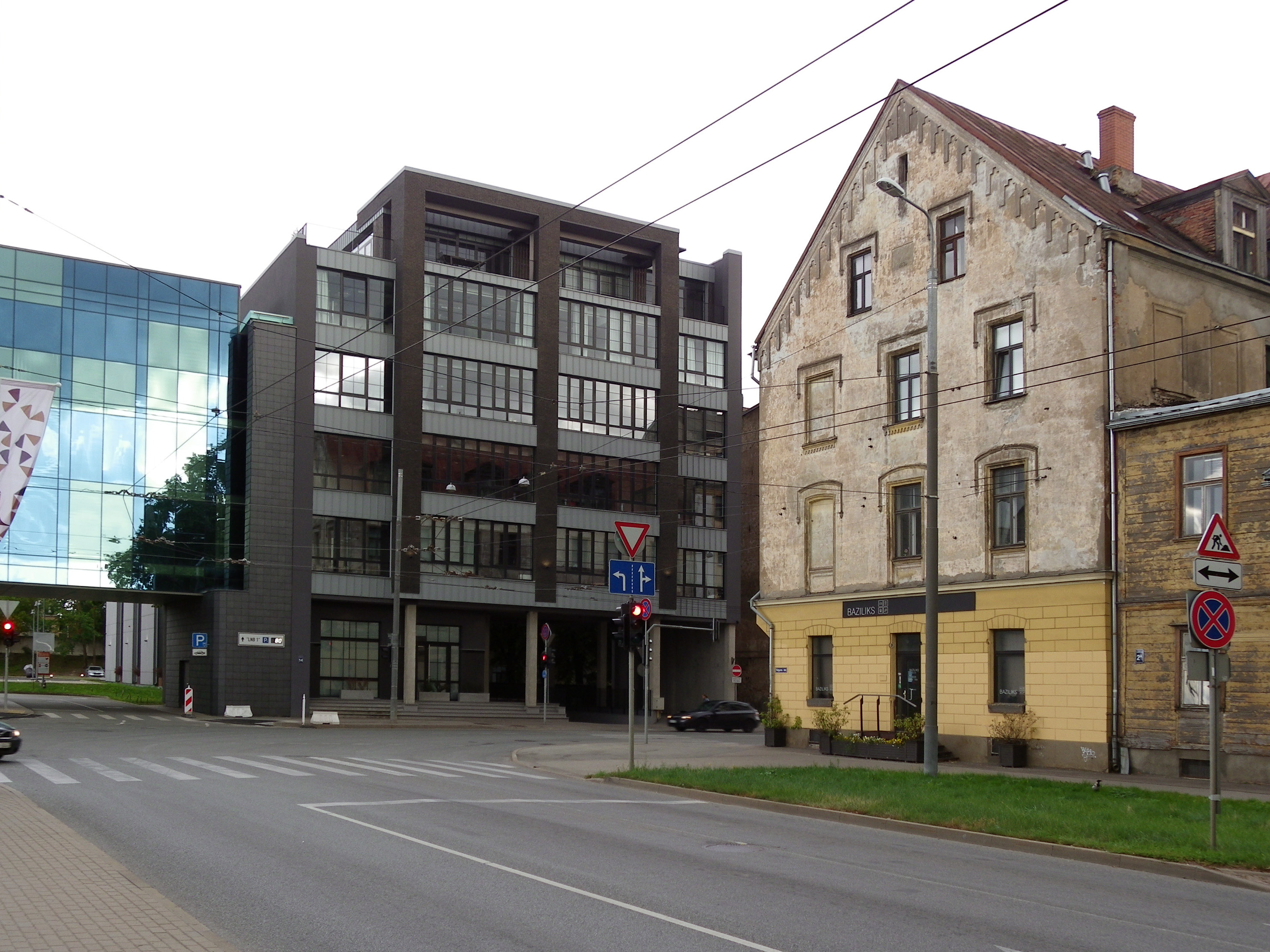
Вид с улицы Валгума
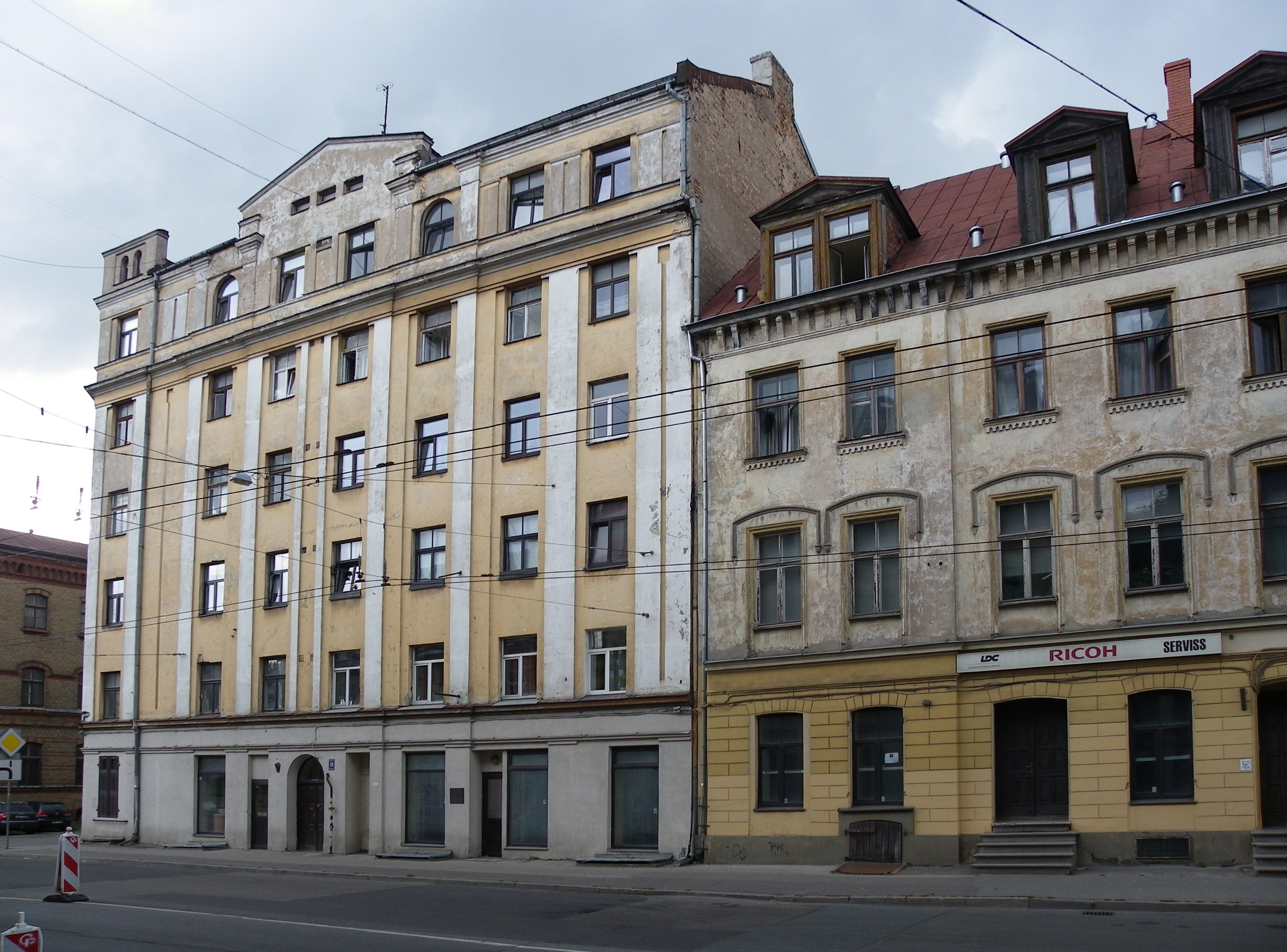
Дома № 15 и 13
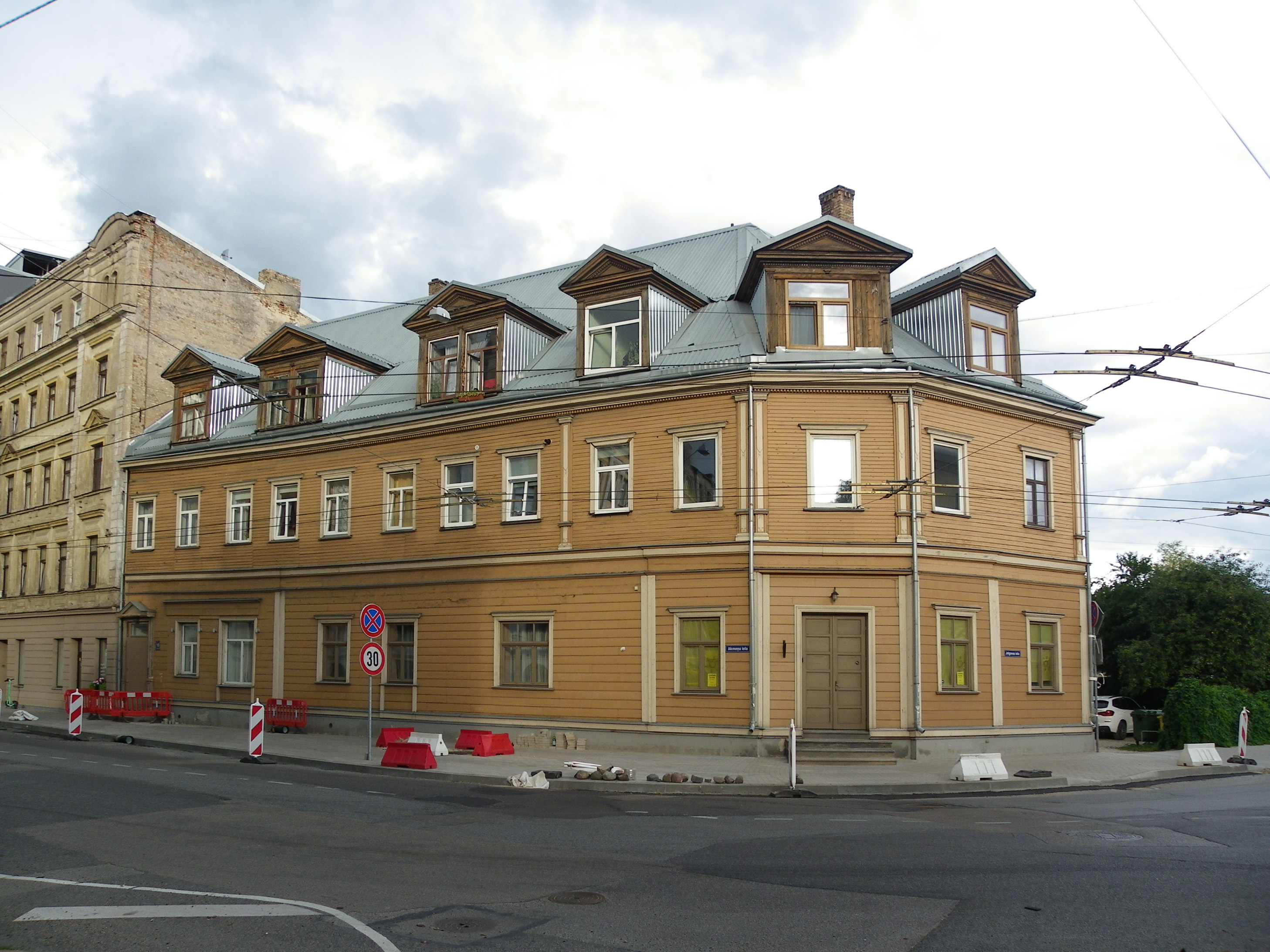
Дом № 18
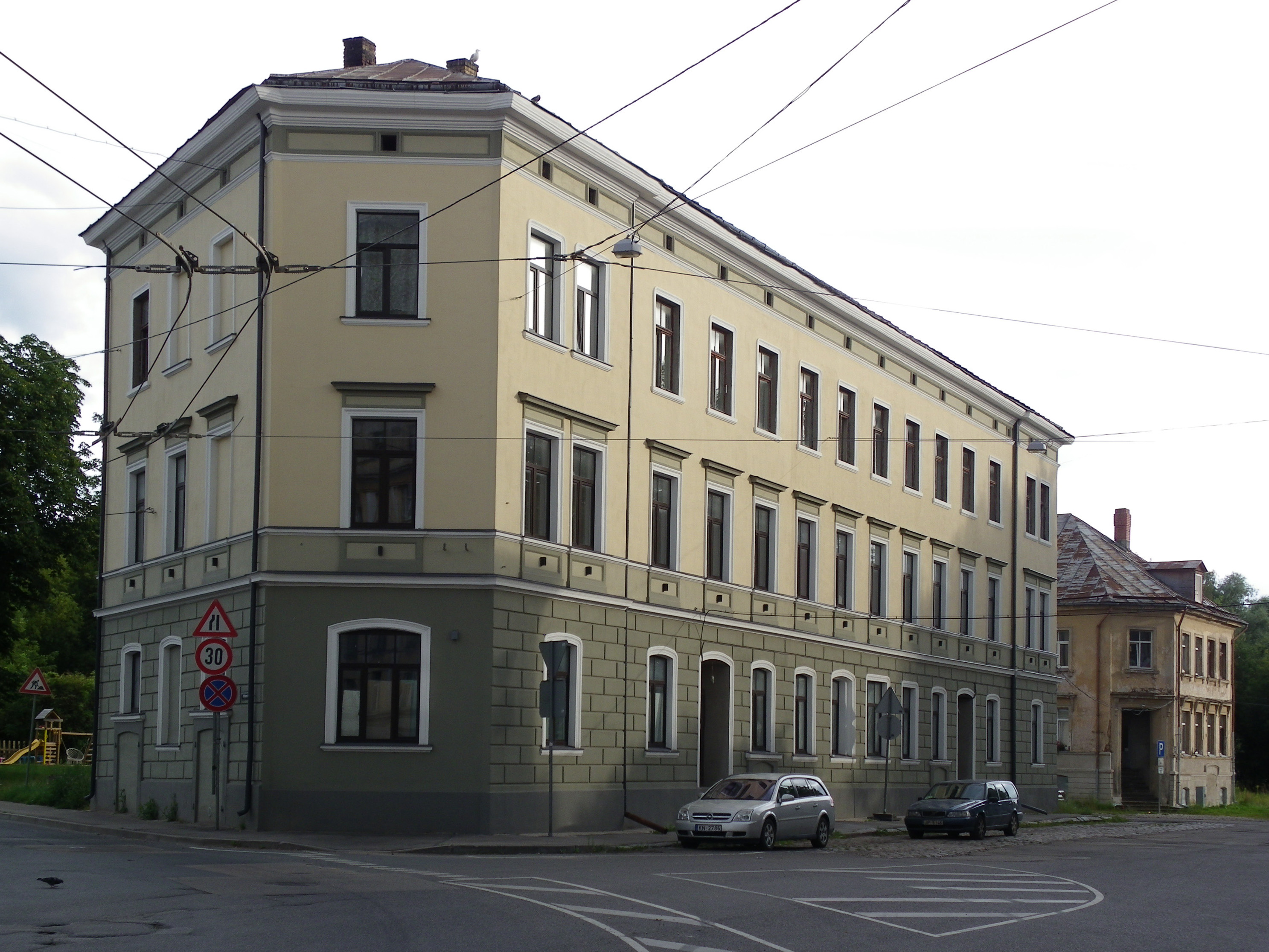
Дом № 20